# Mstów (gmina)
Mstów (do 1952 gmina Wancerzów) – gmina wiejska w województwie śląskim, w powiecie częstochowskim. W latach 1975–1998 gmina położona była w województwie częstochowskim.
Siedziba gminy to Mstów.
Według danych z 30 czerwca 2016 gminę zamieszkiwały 10 702 osoby. Natomiast według danych z 31 grudnia 2017 roku gminę zamieszkiwało 10 785 osób.

## Struktura powierzchni
Według danych z roku 2002 gmina Mstów ma obszar 119,84 km², w tym:
- użytki rolne: 79%
- użytki leśne: 13%

Gmina stanowi 7,89% powierzchni powiatu.

## Demografia

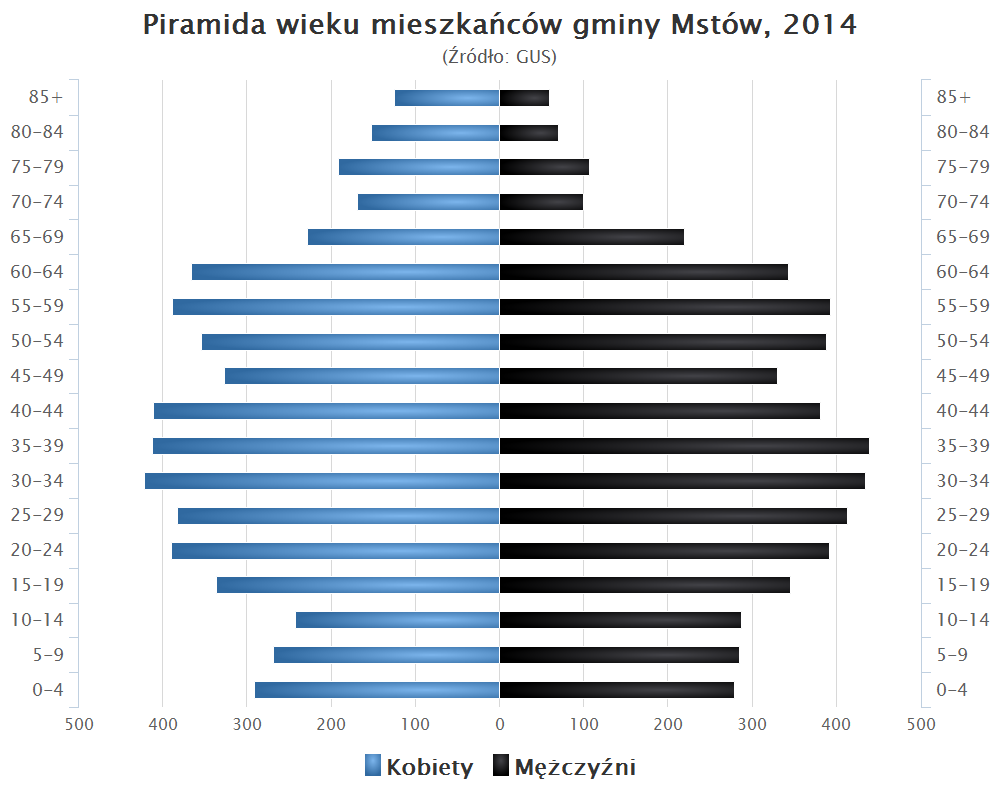
Piramida wieku mieszkańców gminy Mstów w 2014 roku

Dane z 30 czerwca 2004:
| Opis                              | Ogółem | Ogółem | Kobiety | Kobiety | Mężczyźni | Mężczyźni |
| --------------------------------- | ------ | ------ | ------- | ------- | --------- | --------- |
| jednostka                         | osób   | %      | osób    | %       | osób      | %         |
| populacja                         | 10 117 | 100    | 5068    | 50,1    | 5049      | 49,9      |
| gęstość zaludnienia (mieszk./km²) | 84,4   | 84,4   | 42,3    | 42,3    | 42,1      | 42,1      |

## Miejscowości
Brzyszów, Cegielnia, Jaskrów, Jaźwiny, Kłobukowice, Kobyłczyce-Okupniki, Krasice, Kuchary, Kuśmierki, Latosówka, Łuszczyn, Małusy Małe, Małusy Wielkie, Mokrzesz, Mstów, Siedlec, Srocko, Wancerzów, Zawada.
Miejscowości bez statusu sołectwa: Gąszczyk, Pniaki Mokrzeskie, Rajsko.

## Sąsiednie gminy
Częstochowa, Dąbrowa Zielona, Janów, Kłomnice, Olsztyn, Przyrów, Rędziny

## Transport

### Drogi
Przez gminę przebiega droga wojewódzka:
- 786 Częstochowa, Wyczerpy-Aniołów (DK91) - Jaskrów - Mstów - Zawada - Mokrzesz - Święta Anna - Koniecpol - Secemin - Włoszczowa - Krasocin - Łopuszyno - Piekoszów - Kielce (S7, DK73)

W gminie przejeżdża 13 dróg powiatowych, o łącznej długości 47 km. Są to drogi:
| Numer drogi | Przebieg | Długość drogi w (km) |
| ----------- | --- | -------------------- |
| 1005S       | Rędziny - Jaskrów (ul. Ołowianka) | 0,7                  |
| 1007S       | Jaskrów (ul. Mirowska) - Częstochowa, Mirów - Siedlec (ul. Św. Ojca Pio) | 2,9                  |
| 1024S       | Kłomnice - Rzerzęczyce - Skrzydlów - Krasice (ul. Brzozowa, ul. Stawowa) - Mokrzesz | 5,1                  |
| 1028S       | Mstów (ul. Gminna) - Wancerzów (ul. Gminna) - Rajsko (ul. Gminna) - Kłobukowice (ul. Edwarda Reszke, ul. Główna) - Skrzydlów (ul. Główna) - Rzeki Wielkie - Rzeki Małe (ul. Główna, ul. Karczewicka) - Karczewice (ul. Częstochowska) | 3,9                  |
| 1037S       | Mstów (ul. Częstochowska) - Siedlec (ul. Kazimierza Wielkiego) - Gąszczyk (ul. Olsztyńska) - Srocko (ul. Mstowska) | 5,8                  |
| 1038S       | Zawada - Małusy Wielkie | 2,3                  |
| 1039S       | Mokrzesz (ul. Kościelna) - Żuraw (ul. Mstowska, ul. Lipnicka) - Lipnik - Zalesice | 1,671                |
| 1040S       | Częstochowa - Srocko (ul. Częstochowska) - Brzeszów (ul. Częstochowska) - Małusy Małe - Małusy Wielkie - Kobyłczyce - Żuraw (ul. Częstochowska)                                                                                       | 12,45                |
| 1041S       | Małusy Wielkie - Zagórze - Żuraw | 1,1                  |
| 1043S       | Brzyszów (ul. Olsztyńska) - Kusięta - Olsztyn | 1,4                  |
| 1044S       | Małusy Wielkie - Turów (ul. Świerkowa) - Zrębice | 2,3                  |
| 1060S       | Częstochowa, Wyczerpy-Aniołów - Marianka Rędzińska - Rudniki - Konin (ul. Kielecka) - Wancerzów (ul. Mstowska, ul. Sadowa) | 2,4                  |
| 1077S       | Rzerzęczyce - Kuchary (ul. Mstowska) - Cegielnia (ul. Mstowska) - Wancerzów (ul. Targowa) | 5,0                  |
|             | | 47,027               |

### Komunikacja
Komunikację gminy Mstów z Częstochową zapewnia:
- MPK Częstochowa :
  - linia 26 — Grabówka – Siedlec,
  - linia 30 — Piłsudskiego – Jaskrów – Siedlec.
- PKS Częstochowa:
Linie gminne:
  - M1 — Kobyłczyce – Małusy Wielkie – Małusy Małe – Brzyszów – Srocko – Gąszczyk – Siedlec – Mstów Rynek – Mstów Szkoła,
  - M2 — Kuchary – Kłobukowice – Rajsko – Wancerzów – Mstów Rynek – Mstów Szkoła,
  - M3 — (Pniaki Mokrzeskie – Jaźwiny – Kuśmierki) – Krasice – Mokrzesz – Zawada – Mstów Rynek – Mstów Szkoła.